# Hans von Gersdorff (Mediziner)

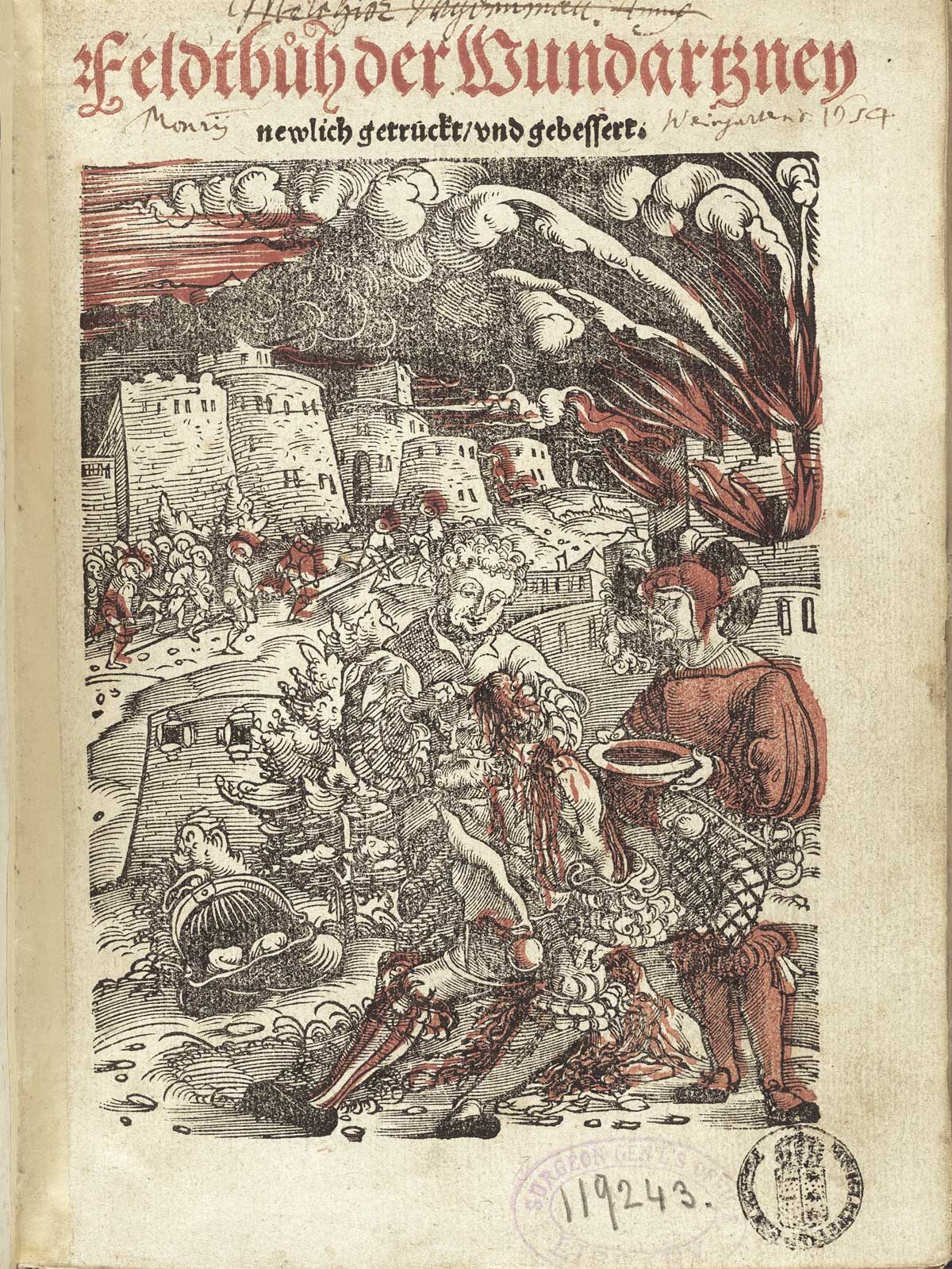
Das Titelbild des Feldbuches, der Ausgabe Bey Hans Schotten zům Thyergarten, Straßburg [1528], im Bestand der U.S. National Library of Medicine, Inv. 2246021R

Hans von Gersdorff, genannt Schielhans oder Schylhans, auch Johannes von Gersdorff (* um 1455, wahrscheinlich in Straßburg; † 1529 in Straßburg), war ein deutscher Wundarzt.

## Leben
Hans’ Vater war vermutlich ebenfalls Wundarzt und stammte aus dem unterelsässischen Görsdorf. Hans von Gersdorff wurde während der Burgunderkriege unter anderem von dem seinerzeit bekannten Tiroler Wund- und Frauenarzt Klaus von Matrei (* um 1440; † um 1490) ausgebildet und wurde als Schylhans berühmt. Er war Bürger von Straßburg und unter anderem als bestallter Wundarzt am Straßburger Antoniterhof tätig.

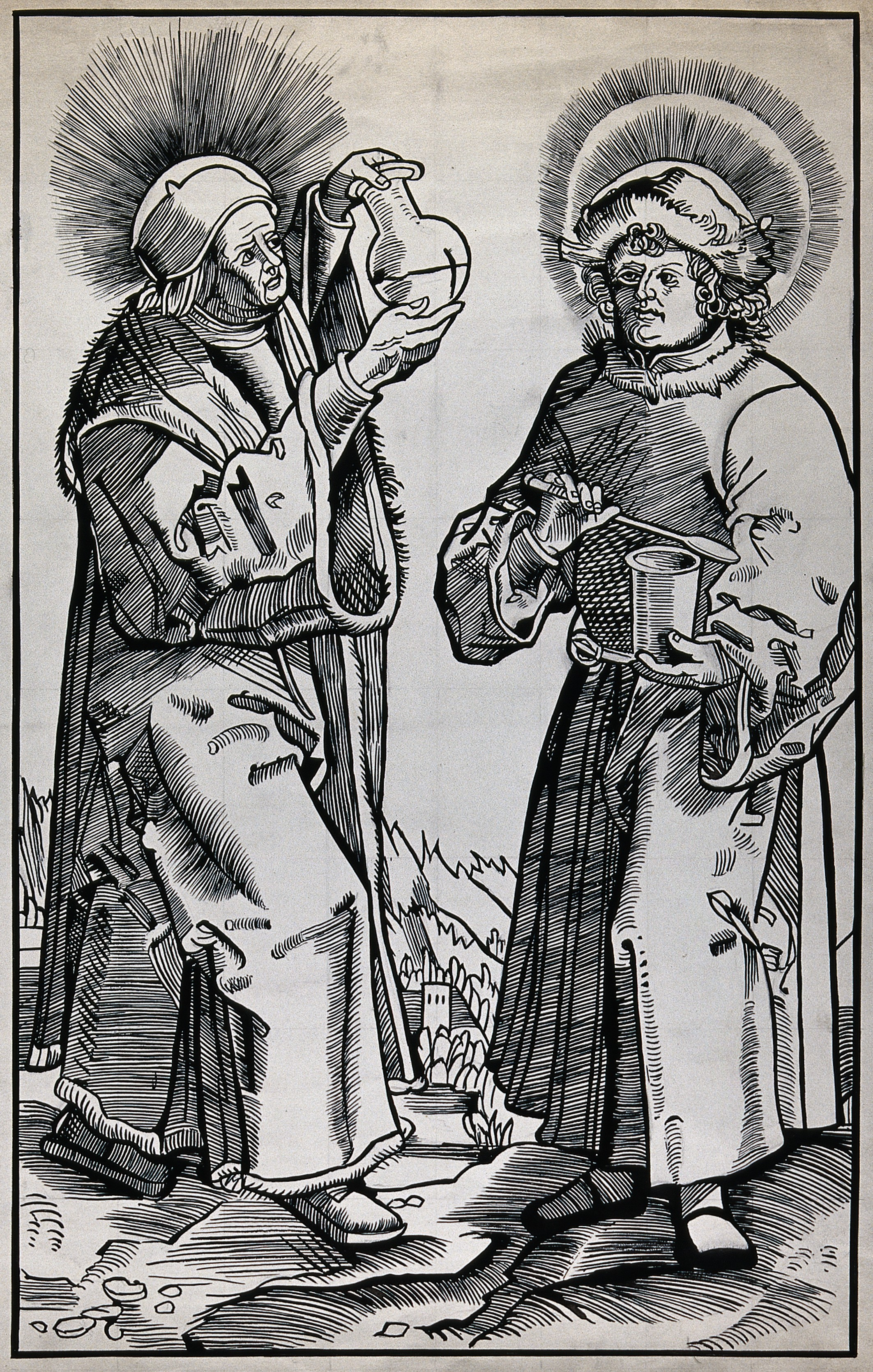
Innentitelbild zum Feldbuch von 1517: Kosmas und Damian

## Wirken
1517 veröffentlichte der Drucker Johann Schott (1477–1548) in Straßburg ein von Hans von Gersdorff („Mayster Hans von Gersdorff genant Schilhans, burger und wundartzet zuo Straßburg“) verfasstes, mit Holzschnitten illustriertes chirurgisches Handbuch unter dem werbewirksamen Titel „Feldbuch der Wundarzney“.
Im Feldbuch enthalten ist, neben anderen Anlehnungen an das Werk des mittelalterlichen Arztes Guy de Chauliac, auch eine deutsche Übersetzung von dessen Anatomie aus der Chirurgia Magna. Der Abschnitt über den Aderlass (Kapitel 13–16) ist eine deutsche Übersetzung der entsprechenden lateinischen Ausführungen in dem 1491 in Venedig gedruckten Fasciculus Medicinae, welche ihrerseits auf einem lateinischen Text fußen, der erstmals zwischen 1450 und 1470 in einem in Süddeutschland verfassten Manuskript (Cpg 644) greifbar ist.

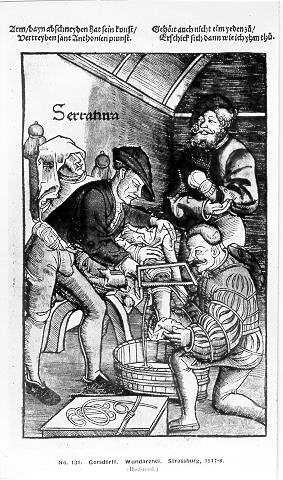
Amputation

Gersdorffs Buch fand weite Verbreitung und war für viele Jahre die wichtigste Grundlage der Chirurgie in Europa. Speziell wegen seiner Ausführungen zur Amputation von Extremitäten hat es einen hohen Bekanntheitsgrad. Gersdorff hat dabei mindestens 200 solcher Amputationen selbst durchgeführt.
Das Feldbuch enthält vier anatomische Holzschnitte, einschließlich einer Darstellung eines Aderlasses, bei dem die inneren Organe gezeigt werden. Die weiteren Abbildungen zeigen einen, mit vielerlei damals üblichen Waffen verwundeten Mann, ein Skelett und eine weitere Darstellung der inneren Organe. Weitere Holzschnitte des Buches zeigen die Diagnostik (Lepraschau, Uroskopie) bei Aussatz, chirurgische Eingriffe wie beispielsweise Amputationen und das Richten von Knochen bei Knochenbrüchen, Fehlstellungen und Luxationen, wozu er auch spezielle Streckapparaturen entwickelte.
Die Bildtafel der Eingeweide mit der Darstellung des eröffneten Körpers nennt im gereimten Beitext den Illustrator Hans Waechtlin. Dem Meister werden noch zwei weitere der anatomischen Holzschnitte des Buches zugeschrieben, nämlich der eröffnete Körper des Aderlassmannes und – mit unsicherer Zuschreibung – das Skelett.
„Feldbücher“, die sich an das Veltbuch des Hans von Gersdorff anschlossen, waren das Veltbock im sogenannten „Kinderbock“, einem um 1600 entstandenen niederdeutschen Arzneibuch, und das 1551 veröffentlichte Stat und Feldtbuch bewerter Wundtarznei des Walther Hermann Ryff.
Bildtafeln aus dem „Feldbuch der Wundarzney“

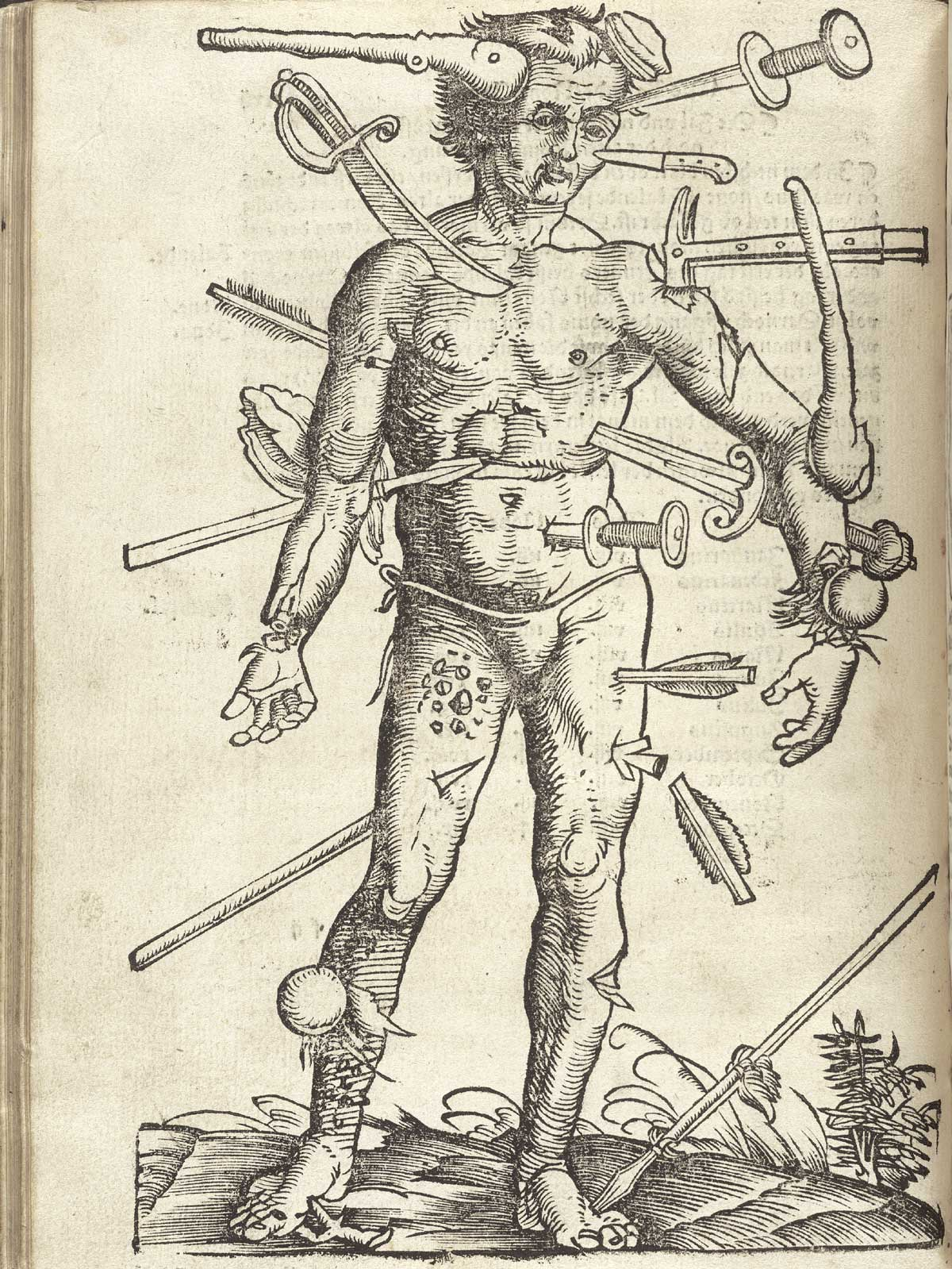
Der verwundete Mann (Seite 21)
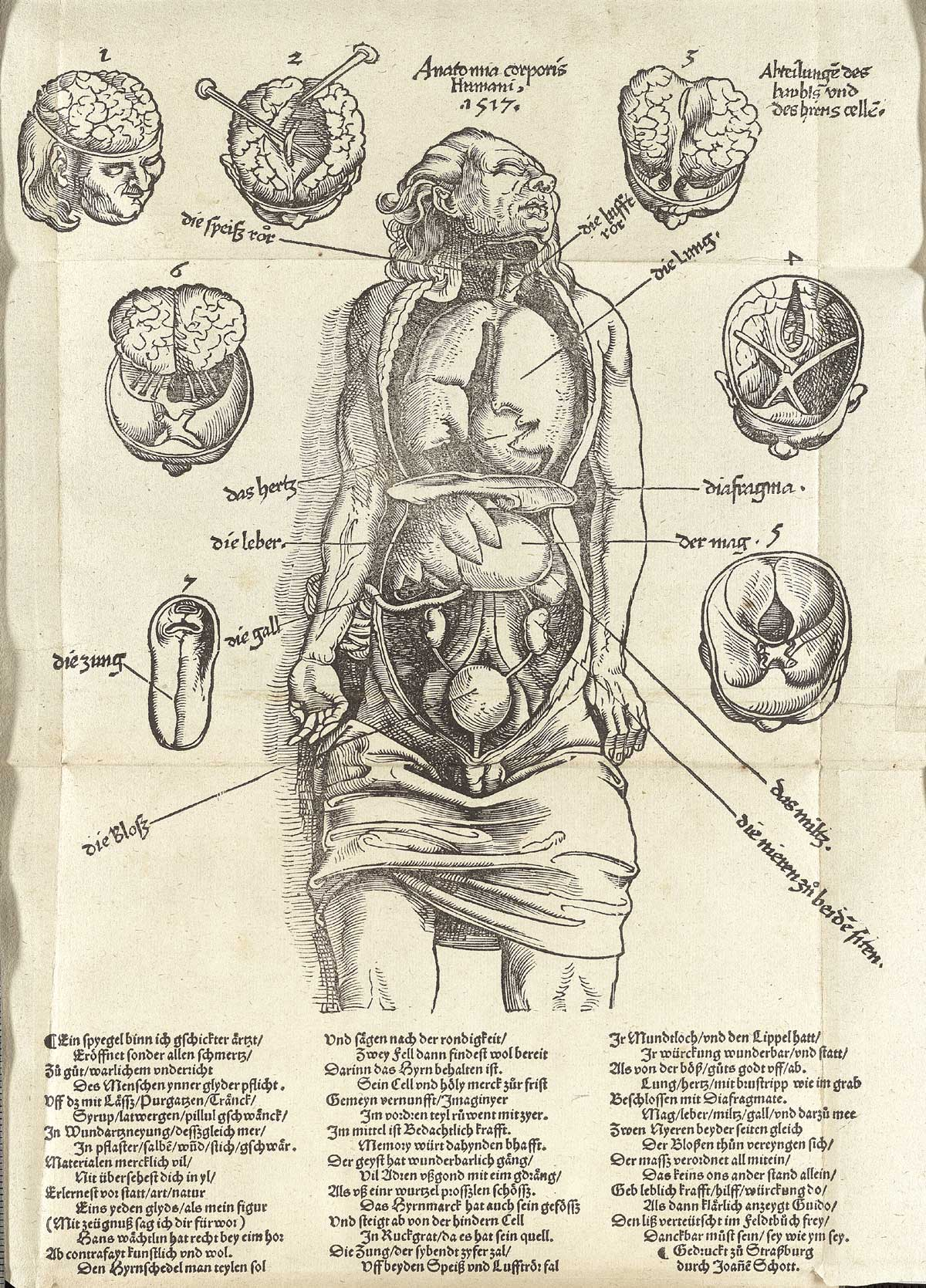
Die Eingeweide
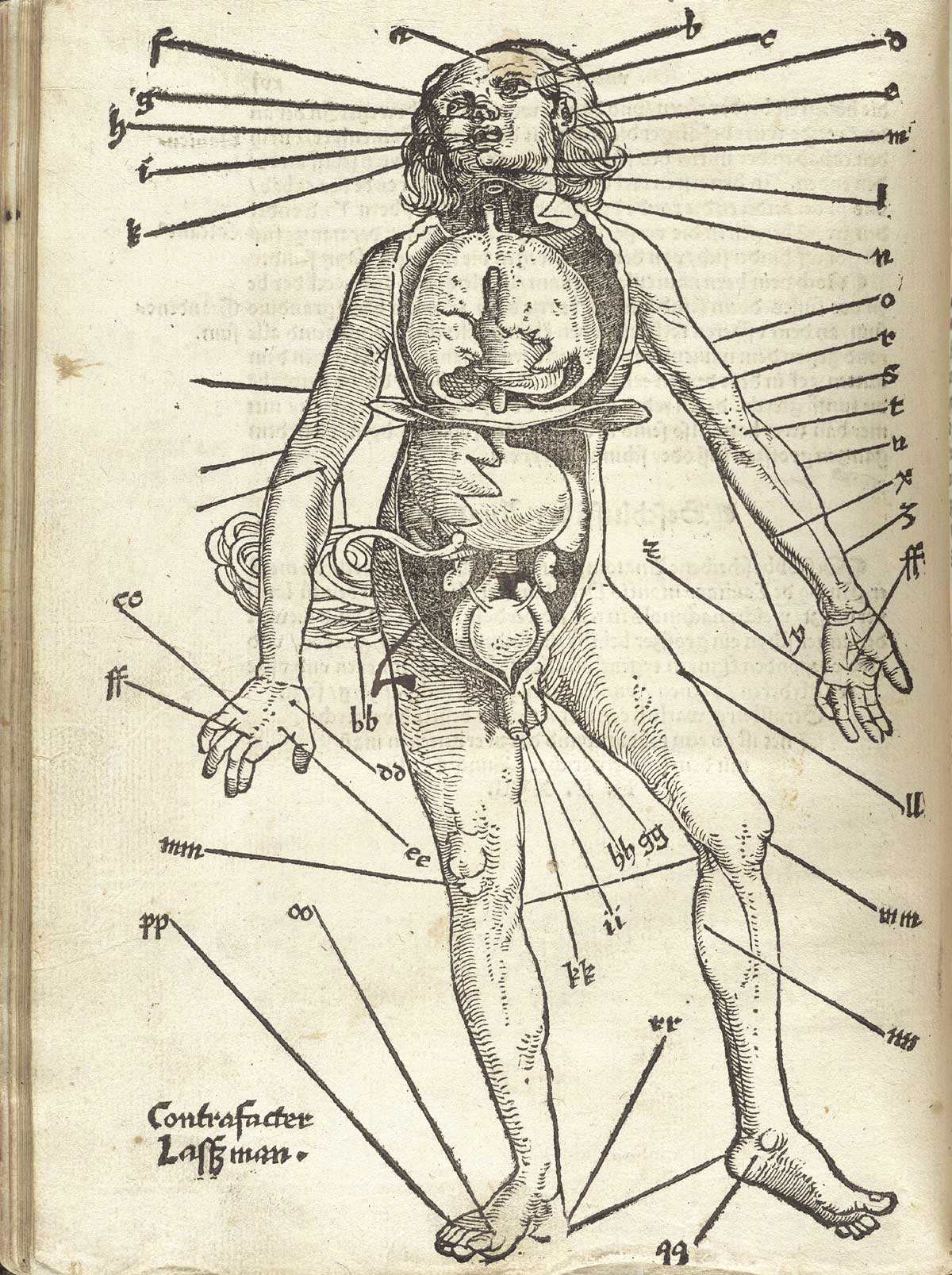
Der Aderlassmann
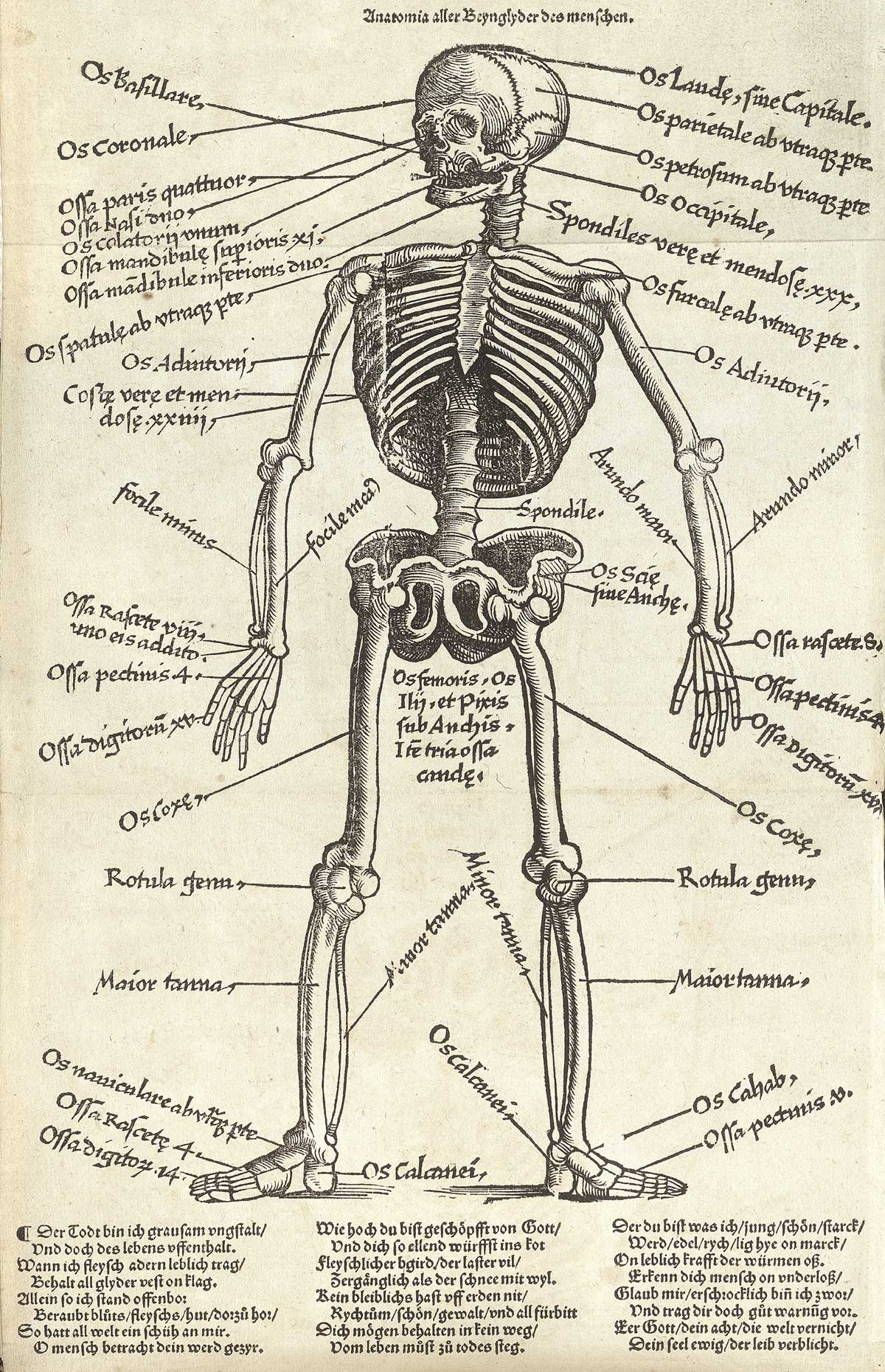
Die Knochenanatomie
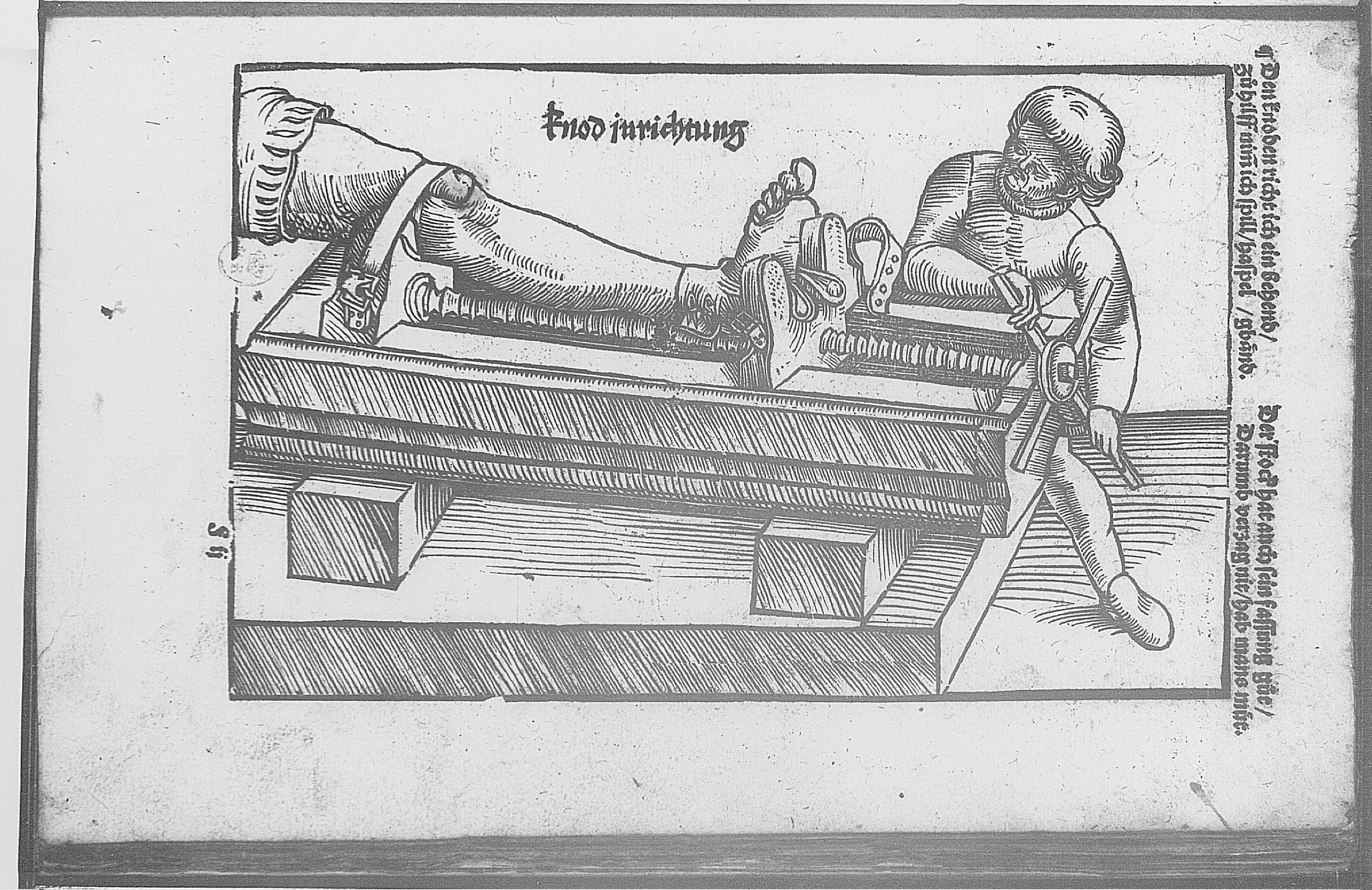
Streckapparatur zur Gelenkeinrichtung
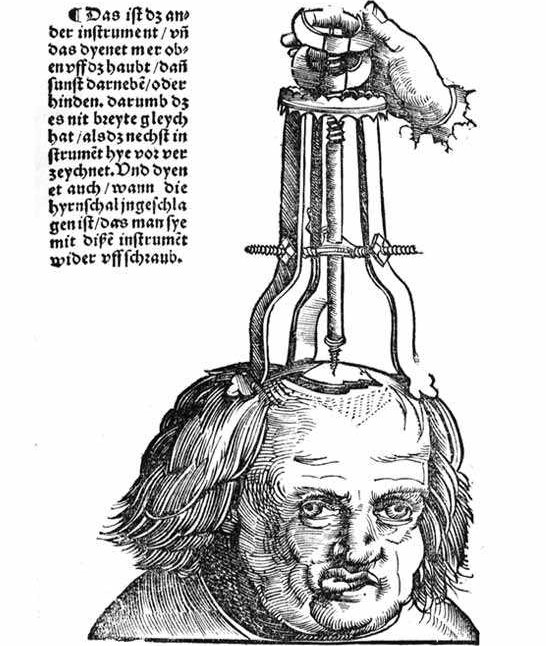
Behandlung einer Schädelwunde

## Schriften
- Feldtbůch der wundtartzney. Johann Schott, Straßburg 1517 Digitalisat BSB München
- Feldtbůch der wundtartzney, newlich getruckt, und gebessert. Johann Schott, Straßburg 1528 Digitalisat BSB München
- Feldtbůch der wundtartzney. [Augsburg] [ca. 1532] Digitalisat BSB München
- Feldtbůch der wundtartzney, newlich getruckt, und gebessert. [Straßburg] 1535 Digitalisat BSB München
- Feldtbůch der Wundartzney, sampt vilen Instrumenten der Chirurgey. Uß dem Albucasi contrafayt. … Johann Schott, Straßburg 1540 Digitalisat BSB München

## Belege
1. ↑  Gundolf Keil: Klaus von Matrei. In: Werner E. Gerabek, Bernhard D. Haage, Gundolf Keil, Wolfgang Wegner (Hrsg.): Enzyklopädie Medizingeschichte. De Gruyter, Berlin/New York 2005, ISBN 3-11-015714-4, S. 702.
2. ↑  Gundolf Keil: Johannes von Gersdorff (Schielhans). In: Enzyklopädie Medizingeschichte. 2005, S. 702.
3. ↑  Gundolf Keil: Die deutsche Isaak-Judäus-Rezeption vom 13. bis zum 15. Jahrhundert. Shaker, Aachen 2015 (= Europäische Wissenschaftsbeziehungen, Supplement 2), S. 64 f.
4. ↑  Vgl. auch Karl-Wilhelm Grabert: Die Nomina anatomica bei den deutschen Wundärzten Hieronymus Brunschwig und Hans von Gersdorff, ihre Beziehungen zu Guy de Chauliac und ihr Verhältnis zu den Jenenser Nomina anatomica des Jahres 1935. Ein Beitrag zur Geschichte der anatomischen Nomenklatur, mit einer Skizze über das Leben, das Werk und die Stellung der drei Autoren in der deutschen Anatomie und Chirurgie des Mittelalters. Medizinische Dissertation Leipzig 1943.
5. ↑  Cpg 644. Medizinische Traktate und Rezepte. Süddeutschland 1450 – 1470, Blatt 63v-76r Aderlassregeln und Zodiakdiagnostik. Latein (Digitalisat)
6. ↑  Fasciculus Medicinae. Gregoriis, Venedig 26. Juli 1491 (Digitalisat)
7. ↑   Hans von Gersdorff. Feldbuch der Wundarznei. Schott, Straßburg 1517, Blatt 14v-18r (Digitalisat)
8. ↑  Friedrich Lenhardt: „Wann ain mensch geswillet von lassen“. Anweisungen zur Therapie von Komplikationen beim Aderlaß. In: Gundolf Keil (Hrsg.): „gelêrter der arzeniê, ouch apotêker“. Beiträge zur Wissenschaftsgeschichte. Festschrift zum 70. Geburtstag von Willem F. Daems. Horst Wellm Verlag, Pattensen/Hannover 1982 (= Würzburger medizinhistorische Forschungen. Band 24), ISBN 3-921456-35-5, S. 269–300, hier: S. 280–281.
9. ↑  Hermann Ecke, Uwe Stöhr, Klaus Krämer: Unfallchirurgie. In: Franz Xaver Sailer, Friedrich Wilhelm Gierhake (Hrsg.): Chirurgie historisch gesehen. Anfang – Entwicklung – Differenzierung. Mit einem Geleitwort von Rudolf Nissen. Dustri-Verlag Dr. Karl Feistle, Deisenhofen bei München 1973, ISBN 3-87185-021-7, S. 204–216, hier: S. 208.
10. ↑  Johann David Passavant, Adam Bartsch: Le Peintre-Graveur. Band 3. Leipzig 1862, S. 327 und 332 ff. (Digitalisat)
11. ↑  Gundolf Keil: ‚Kinderbock‘ (Kopenhagen, Kgl. Bibl., Ms. GKS. 4° 1663, 87r–146v). In: Werner E. Gerabek, Bernhard D. Haage, Gundolf Keil, Wolfgang Wegner (Hrsg.): Enzyklopädie Medizingeschichte. De Gruyter, Berlin / New York 2005, ISBN 3-11-015714-4, S. 740.